# Ostrowite (powiat kartuski)
Ostrowite (dodatkowa nazwa w j. kaszub. Òstrowité) – osada kaszubska w Polsce położona w województwie pomorskim, w powiecie kartuskim, w gminie Sulęczyno. 
Osada pośród lasów jest częścią składową sołectwa Zdunowice.
W latach 1975–1998 miejscowość administracyjnie należała do województwa gdańskiego.